# Hans-Günther Wiehler
Hans-Günther Wiehler (* 21. Juni 1923 in Thiergart, Kreis Marienburg (Westpreußen); † 22. Januar 2013 in Dresden) war ein deutscher Bauingenieur, Verkehrswissenschaftler und Hochschullehrer. Er war Professor an der Hochschule für Verkehrswesen (HfV) in Dresden.

## Leben und Wirken
Nach Schulbesuch und Studium an der Ingenieurschule für Bauwesen in Neustrelitz und an den Vereinigten Bauschulen von Groß-Berlin wurde Wiehler ab 1. Mai 1948 Brückenbauingenieur bei der Landesregierung Mecklenburg in Schwerin. Am 1. März 1950 wurde er Leiter der Straßeninspektion Schwerin, am 1. Januar 1953 wechselte er als Betriebsleiter zum dortigen staatlichen Straßenunterhaltungsbetrieb. In dieser Zeit nahm er 1951 ein Fernstudium an der Technischen Hochschule Dresden auf, das er 1958 erfolgreich abschloss. 
Zum 1. Januar 1953 wurde Wiehler mit der Wahrnehmung einer Professur mit Lehrauftrag für Straßenbau und Straßenverkehr an der Hochschule für Verkehrswesen in Dresden beauftragt. Am 15. April 1961 wurde er dort Leiter der Fachrichtung Straßenbau und Straßenverkehr und löste Walter Timme ab. Noch im selben Jahr übernahm er die Leitung einer Arbeitsgruppe, die sich im Auftrag des Verkehrsministers der DDR mit der Aufgabe beschäftigte, Grundsätze für die Abwicklung eines sicheren und flüssigen Straßenverkehrs unter Berücksichtigung eines steigenden Motorisierungsgrades in der DDR zu entwickeln.
Von 1966 bis 1968 war er Dekan der Fakultät für Verkehrsbauwesen und übernahm nach der Neugliederung der HfV 1968 den Posten des Direktors der Sektion Verkehrsbauwesen, den er 1970 an Rolf Bobe übergab. Bis zu seiner Emeritierung 1988 leitete er den dortigen Wissenschaftsbereich Straßenbau.

## Publikationen
- Sein 1974 zuerst im Verlag Technik erschienenes Werk Straßenbau erschien bis 2005 im Verlag Bauwesen Huss-Medien Berlin in fünf Auflagen.

## Ehrungen
- Verdienter Techniker des Volkes
- Ehrenkolloquium der Sektion Verkehrsbauwesen der HfV für Hans-Günther Wiehler zum Thema „Zur Vorbereitung von Rekonstruktionsmaßnahmen an klassifizierten Strassen“ am 30. Juni 1988
- Ehrendoktor der HfV (1991)